# MŠK Fomat Martin
MŠK Fomat Martin là một câu lạc bộ bóng đá Slovakia, đến từ thị trấn Martin. Câu lạc bộ được thành lập năm 1994.